# Hans-Georg Panczak

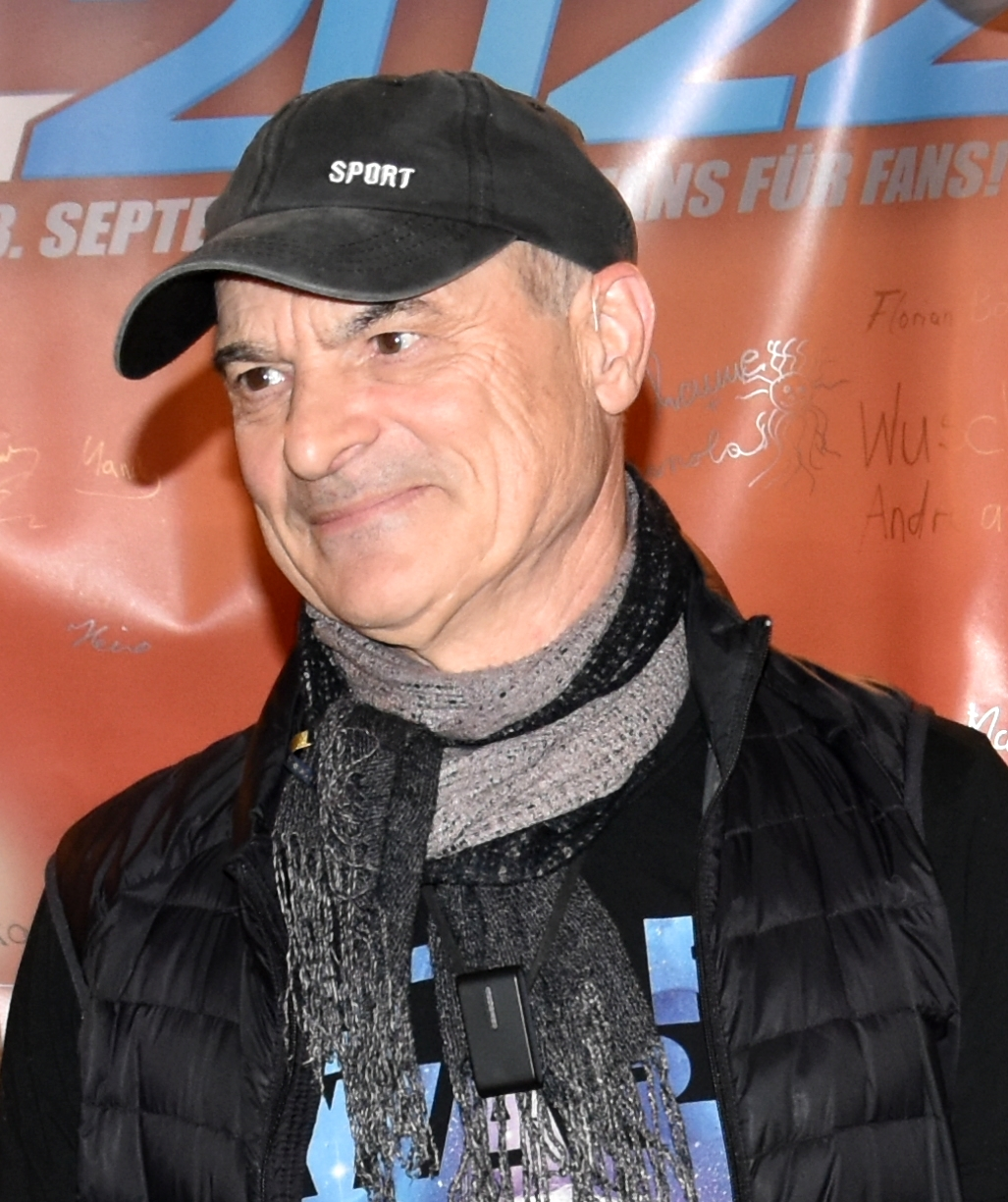
Hans-Georg Panczak (2022)

Hans-Georg Panczak (* 19. Juli 1952 in Düsseldorf) ist ein deutscher Schauspieler sowie Synchron- und Hörspielsprecher. Er ist unter anderem die deutsche Stimme von Mark Hamill und leiht auch der Figur Luke Skywalker (Star Wars) seine Stimme. Zu seinen bekanntesten Rollenfiguren als Synchronsprecher gehören Waylon Smithers (Die Simpsons), Glenn Quagmire (Family Guy) und Emporio Ivanko (One Piece).

## Leben und Wirken
Panczak wuchs in Berlin auf. Seine erste Rolle erhielt er 1961 als Kinderdarsteller in dem ARD-Fernsehspiel Aus Gründen der Sicherheit. Im selben Jahr begann er seine Bühnenlaufbahn am Renaissance-Theater, worauf weitere Engagements besonders an Berliner Bühnen folgten. Er nahm Schauspielunterricht bei Marlise Ludwig.
Als Schauspieler ist Panczak vor allem aus Serien wie Derrick, Der Alte, Siska oder Der Landarzt sowie als Staatsanwalt in Edel & Starck einem breiten Publikum bekannt. Des Weiteren wirkte er in zahlreichen Folgen der Fernsehreihe Tatort mit.

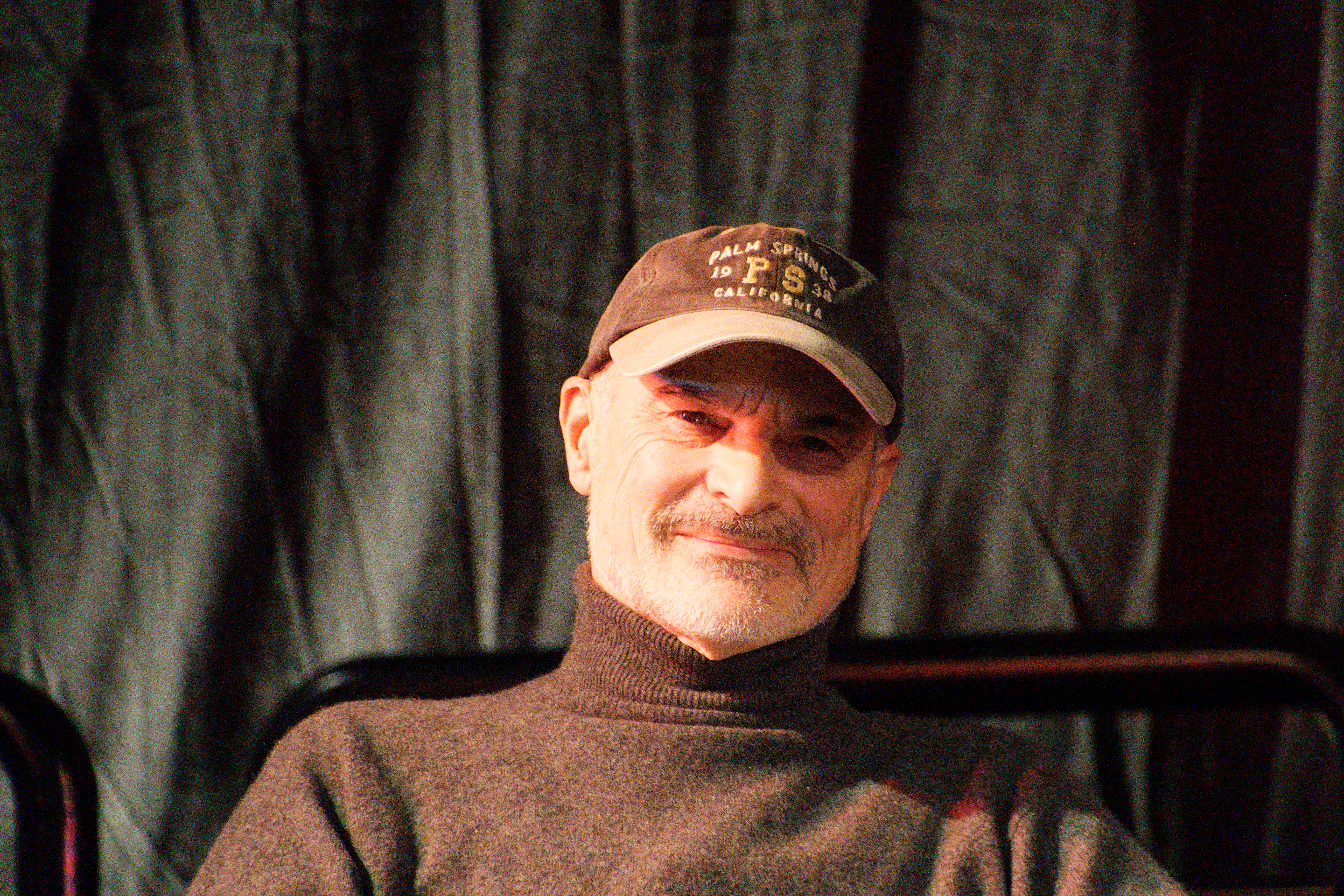
Hans-Georg Panczak 2023 auf der Comic Con Germany in Stuttgart

Neben seinen herausragendsten Rollen als Synchronsprecher John Boy (Richard Thomas) in Die Waltons und Luke Skywalker (Mark Hamill) in Star Wars, war seine Stimme auch in Zeichentrickserien (z. B. als Waylon Smithers in Die Simpsons oder Glenn Quagmire in Family Guy) und im Computeranimationsfilm Final Fantasy: Die Mächte in dir (Stimme von General Hein) sowie im Animationsfilm Toy Story 2 als kleiner Pinguin „Wheezy“ zu hören. Als Synchronsprecher lieh er außerdem Jackie Chan (Protector, Miracles), George Clooney (Combat Academy), Richard Dreyfuss (American Graffiti), Sam Neill (Meine brillante Karriere), Kurt Russell (Turm des Schreckens), Dwight Schultz (Howling Mad Murdock – Das A-Team) und Sam J. Jones als Flash Gordon seine Stimme.
Er spricht darüber hinaus auch Werbespots im Fernsehen und Stimmen in Computerspielen.
In der von 2012 bis 2014 veröffentlichten Hörspiel-Adaption von Timothy Zahns Thrawn-Trilogie verkörperte Panczak einmal mehr die Rolle des Luke Skywalker. Im März 2015 übernahm er die Hauptrolle des Dr. Lowell im Hörspiel Madame Mandilips Puppen nach einer Geschichte von Abraham Merritt.
Panczaks Sohn Jan Makino ist ebenfalls als Synchronsprecher tätig.

## Filmografie (Auswahl)
- 1971: Dem Täter auf der Spur (Fernsehserie, Folge Flugstunde)
- 1971: Drüben bei Lehmanns (Fernsehserie, Folge Entlassen)
- 1973: Der Menschenfreund
- 1973: Zwischen den Flügen (Fernsehserie, Folge Prüfungen)
- 1973: Hamburg Transit (Fernsehserie, Folge Auflieger)
- 1973: Tatort: Das fehlende Gewicht (Fernsehreihe)
- 1974: Der kleine Doktor (Fernsehserie, Folge Das Arsenschloss)
- 1974: Sechs Wochen im Leben der Brüder G.
- 1975: Der Strick um den Hals (Fernsehdreiteiler)
- 1975–1996: Derrick (Fernsehserie, verschiedene Rollen, 12 Folgen)
- 1976: Die Tannerhütte
- 1977: Wie würden Sie entscheiden? (Fernsehserie, Folge Fluchthilfe)
- 1977: Kennen Sie die Lindemanns? (Fernsehserie, 7 Folgen)
- 1979: Tatort: Die Kugel im Leib
- 1979–2007: Der Alte (Fernsehserie, verschiedene Rollen, 30 Folgen)
- 1980: Auf Achse (Fernsehserie, Folge Nur eine kleine Verwechslung)
- 1980: Musik auf dem Lande
- 1981: Jeans
- 1983: Tatort: Peggy hat Angst
- 1984: Liebt diese Erde (Fernsehserie, 6 Folgen)
- 1985–2002: Ein Fall für zwei (Fernsehserie, verschiedene Rollen, 10 Folgen)
- 1986–2005: SOKO 5113/SOKO München (Fernsehserie, verschiedene Rollen, 4 Folgen)
- 1987: Zärtliche Chaoten (Kino)
- 1987–2013: Der Landarzt (Fernsehserie, 100 Folgen)
- 1988: Tagebuch für einen Mörder
- 1989: Die Männer vom K3 (Fernsehserie, Folge Augen zu und durch)
- 1989: Keine Gondel für die Leiche
- 1991: Ein Schloss am Wörthersee (Fernsehserie, 2 Folgen)
- 1991: Tatort: Tod im Häcksler
- 1993: Glückliche Reise – Kanada (Fernsehreihe)
- 1994: Das Phantom – Die Jagd nach Dagobert
- 1994: Tatort: Bienzle und das Narrenspiel
- 1995: Spur eines Zweifels
- 1995: Mobbing: Die lieben Kollegen
- 1996: Das Zauberbuch
- 1996: Doppelter Einsatz (Fernsehserie, Folge Nachtvögel)
- 1997–1999: Operation Phoenix – Jäger zwischen den Welten (Fernsehserie, 9 Folgen)
- 1998: Dr. Stefan Frank – Der Arzt, dem die Frauen vertrauen (Fernsehserie, Folge Schlagabtausch)
- 1998–2008: Siska (Fernsehserie, verschiedene Rollen, 5 Folgen)
- 1999: Tatort – Der Heckenschütze
- 2001: Küstenwache (Fernsehserie, Folge Abrechnung auf See)
- 2001: Alles Atze (Fernsehserie, Folge „Die Geiselnahme“)
- 2002–2005: Edel & Starck (Fernsehserie, 11 Folgen)
- 2003: Tatort: Väter
- 2005: Der Bulle von Tölz: Liebesleid (Fernsehreihe)
- 2005: Bernds Hexe (Fernsehserie, Folge Der Hexenjäger)
- 2006: Kurhotel Alpenglück
- 2009, 2011: Die Rosenheim-Cops (Fernsehserie, verschiedene Rollen, 2 Folgen)
- 2014: Alarm für Cobra 11 – Die Autobahnpolizei (Fernsehserie, Folge 1983)

## Synchronrollen (Auswahl)
Mark Hamill
- 1977: Krieg der Sterne als Luke Skywalker
- 1980: Das Imperium schlägt zurück als Luke Skywalker
- 1983: Die Rückkehr der Jedi-Ritter als Luke Skywalker
- 1993: Flash – Der Rote Blitz (Fernsehserie, 2 Episoden) als James Jesse / The Trickster
- 1996: SeaQuest DSV (Fernsehserie, 2 Episoden) als Tobias LeConte
- 1997: Outer Limits – Die unbekannte Dimension (Fernsehserie, 1 Episode) als Dr. Sam Stein
- 1998: Commander Hamilton als Mike Hawkins
- 1998: Just Shoot Me – Redaktion durchgeknipst (Fernsehserie, 1 Episode) als Mark Hamill
- 2002: Jay und Silent Bob schlagen zurück als Nußknacker
- 2007: Family Guy (Fernsehserie, 1 Episode) als Luke Skywalker
- 2009: Chuck (Fernsehserie, 1 Episode) als Jean-Claude
- 2015–2016: The Flash (Fernsehserie, 3 Episoden) als James Jesse / The Trickster
- 2015: Kingsman: The Secret Service als James Arnold
- 2017: Die Abenteuer von Brigsby Bär als Ted Hope
- 2017: Star Wars: Die letzten Jedi als Luke Skywalker
- 2018: The Big Bang Theory (Fernsehserie, 1 Episode) als Mark Hamill
- 2019: Knightfall (Fernsehserie, 5 Episoden) als Talus
- 2019: Child’s Play als Chucky
- 2019: Star Wars: Der Aufstieg Skywalkers als Luke Skywalker
- 2023: The Machine als Albert Kreischer Sr

Richard Thomas
- 1972–1977: Die Waltons (Fernsehserie) als John-Boy Walton
- 1980: Sador – Herrscher im Weltraum als Shad
- 1984: Die Brüder von Ballantrae als Henry Durie
- 1990: Stephen Kings Es als Bill Denbrough
- 1993: Lauras Schatten als Richard Farley
- 2000: Fortune Hunters – Die Glücksjäger als Ted Hunter
- 2014–2017: The Americans (Fernsehserie) als Frank Gaad
- 2020: Navy CIS: New Orleans (Fernsehserie) als Deputy Director Van Cleef

Seth MacFarlane
- seit 2007: Family Guy (Fernsehserie) als Glenn Quagmire
- 2007: Family Guy präsentiert: Blue Harvest als C-3PO (Glenn Quagmire)
- 2016: The Cleveland Show (Fernsehserie) als Glenn Quagmire

Michael Sheen
- 2009: New Moon – Biss zur Mittagsstunde als Aro Volturi
- 2011: Breaking Dawn – Biss zum Ende der Nacht, Teil 1 als Aro Volturi
- 2012: Breaking Dawn – Biss zum Ende der Nacht, Teil 2 als Aro Volturi

Harry Shearer
- seit 1993: Die Simpsons (Fernsehserie) als Waylon Smithers
- 2007: Die Simpsons – Der Film als Waylon Smithers

Jed Brophy
- 2012: Der Hobbit: Eine unerwartete Reise als Nori
- 2013: Der Hobbit: Smaugs Einöde als Nori

Giancarlo Esposito
- 2012–2014: Revolution (Fernsehserie) als Captain Tom Neville
- 2012–2017: Once Upon a Time – Es war einmal … (Fernsehserie) als Sidney Glass

Mitsuo Iwata
- 2014: One Piece 3D2Y als Emporio Ivankov
- 2015: One Piece: Episode of Sabo als Emporio Ivankov

### Filme
- 1977: Dr. Zyklop (1940) – Thomas Coley als Bill Stockton
- 1979: Die Wiese – Saverio Marconi als Giovanni
- 1979: Hatschi!! (Fernsehspiel)
- 1981: Der Geheimagent – Jean-Pierre Sentier als Ossipon
- 1985: Asterix – Sieg über Cäsar – José Luccioni als Ankündiger
- 1992: Prinzessin Fantaghirò II – Karel Roden als Goldauge
- 1993: Stephen Kings Stark – Robert Joy als Fred Clawson
- 2003: Findet Nemo als Seepferd-Vater
- 2010: Fuxia – Die Minihexe – Marcel Hensema als Oom Rogier
- 2016: A Kind of Murder – Eddie Marsan als Marty Kimmel
- 2017: The Foreigner – Mark Tandy als Simpson

### Serien
- 1979: Die Märchenbraut – Vladimír Dlouhý als Peter Maier
- 1985: Robin Hood – Jason Connery als Robin Hood
- 1987: Das A-Team – Dwight Schultz als Murdock
- seit 2007: Family Guy – Danny Smith als Al Harrington
- 2011: 10 Dinge, die ich an dir hasse – Larry Miller als Dr. Walter Stratford
- 2015: Resurrection – Matt Craven als Sheriff Fred Langston
- 2016: The Man in the High Castle – Sebastian Roché als Reichsminister Martin Heusmann
- 2018: This Is Us – Das ist Leben – Ron Howard als Ron Howard
- 2018–2021: Final Space – Tom Kenny als HUE
- 2019: Disney Amphibia als Monroe
- 2020: Und jetzt: Die Muppets! als Dr. Honigtau Bunsenbrenner
- 2024: Only Murders in the Building – Ron Howard als Ron Howard

### Videospiele
- 2002: Star Wars Jedi Knight II: Jedi Outcast als Luke Skywalker
- 2003: Star Wars Jedi Knight: Jedi Academy als Luke Skywalker
- 2007: Mass Effect unter anderem als Nihlus Kryik
- 2010: BioShock 2 als Augustus Sinclair
- 2015: Star Wars: Battlefront als Luke Skywalker
- 2016: Dishonored 2: Das Vermächtnis der Maske als Kirin Jindosh
- 2016: Lego Star Wars: Das Erwachen der Macht als Luke Skywalker
- 2017: Star Wars: Battlefront II als Luke Skywalker

## Hörspiele (Auswahl)
- 1986: Horst Bieber: Der Irrtum – Regie: Albrecht Surkau (Kriminalhörspiel – WDR)
- 1987: Pierre Frachet: Eine felsenfeste Freundschaft – Regie: Burkhard Ax (Kriminalhörspiel – WDR)
- 1993: Rodney David Wingfield: Das unheimliche Dorf – Regie: Marina Dietz (Hörspiel – BR)
- 1998: David Zane Mairowitz: Ich kaufte den Ferrari von Juan und Evita Peron – Regie: Klaus Mehrländer (Hörspiel – WDR/SFB-ORB)
- seit 2010: David Holy: Die letzten Helden – Fantasy-Hörspielreihe
- 2012: Timothy Zahn: Star Wars – Erben des Imperiums (Thrawn-Trilogie #1) – Regie: Oliver Döring (Hörspiel – WortArt)
- 2013: Timothy Zahn: Star Wars – Die dunkle Seite der Macht (Thrawn-Trilogie #2) – Regie: Oliver Döring (Hörspiel – WortArt)
- 2014: Timothy Zahn: Star Wars – Das letzte Kommando (Thrawn-Trilogie #3) – Regie: Oliver Döring (Hörspiel – WortArt)
- 2015: Ivar Leon Menger, Anette Strohmeyer, Raimon Weber: Monster 1983: Die komplette 1. Staffel (Audible-Hörspielserie) als Mr Loman
- 2017: H. G. Wells: Die Zeitmaschine – Regie: Oliver Döring (Hörspiel – Imaga/Folgenreich/Universal)
- 2020: Star Wars – Die Rückkehr der Jedi-Ritter. Das Original-Hörspiel zum Kinofilm (Audible)